# متلازمة باراكيه-سيمونز
متلازمة باراكيه-سيمونز (بالإنجليزية: Barraquer–Simons syndrome) أو الحثل الشحمي الجزئي المكتسب (بالإنجليزية: acquired partial lipodystrophy) أو الحثل الشحمي الرأسي الصدري (بالإنجليزية: cephalothoracic lipodystrophy) أو الحثل الشحمي المترقي (بالإنجليزية: progressive lipodystrophy) هو نوع نادر من الحثل الشحمي يصيب الرأس أولا ثم ينتشر إلى الصدر.
سمي هذا المرض على اسم الطبيب الاسباني لويس باراكيه روفيرالتا (1855–1928) والطبيب الألماني آرتور سيمونز (1879–1942).
وقد سجلت 250 حالة فقط بهذا المرض منذ اكتشافه. وهو أكثر انتشارا من النوع المتعمم (متلازمة لورنس).